# Pterolophia praeapicemaculata
Pterolophia praeapicemaculata är en skalbaggsart som beskrevs av Stefan von Breuning 1966. Pterolophia praeapicemaculata ingår i släktet Pterolophia och familjen långhorningar. Inga underarter finns listade i Catalogue of Life.